# 史提夫·拜爾斯
史提夫·拜爾斯（Steve Byers，1976年12月31日—）是加拿大的一位演員。拜爾斯出生在安大略省士嘉堡，他曾經就讀於西安大略大學。他出演過超人前傳等電視劇。